# جاكوب فراي
جاكوب فراي هو سياسي أمريكي، ولد في 23 يوليو 1981 في أوكتون في الولايات المتحدة. نشط حزبياً في حزب العمال المزارعين الديمقراطيين في مينيسوتا. وقد انتخب عمدة منيابولس ‏ (2 يناير 2018 – ) وانتخب member of the Minneapolis City Council ‏ (2 يناير 2014 – 2 يناير 2018).

## وصلات خارجية
- الموقع الرسمي
- جاكوب فراي على موقع الاتحاد الدولي لألعاب القوى (الإنجليزية)